# 皮里特山
81°17′S 85°21′W / 81.283°S 85.350°W
皮里特山是南極洲的山峰，位於埃爾斯沃思地，處於赫里蒂奇嶺和納什山之間，屬於埃爾斯沃思山脈的一部分，現時由南極條約體系管理。